# The Ultimate
The Ultimate in Lightwater Valley (North Stainley, North Yorkshire, UK) war eine Stahlachterbahn, die am 17. Juli 1991 eröffnet wurde. Sie war die längste Achterbahn Europas und die zweitlängste weltweit hinter Steel Dragon 2000. Bis 2001 stand sie als die längste Stahlachterbahn der Welt im Guinness-Buch der Rekorde. Von 2020 bis 2022 war die Bahn geschlossen und wurde danach abgerissen.
Die rund 2268 m lange Strecke, welche sich auf einer Fläche von 178.000 m² erstreckte, besaß drei Lifthills, wovon der erste eine Höhe von 31 m und der zweite 33 m erreichte. Der dritte und etwa 3 m hohe Lifthill führte zurück in die Station. Die Stützen der ersten beiden Lifthills waren, obwohl es sich um eine Stahlachterbahn handelt, aus Holz. Abgesehen von den ersten beiden Lifthills verlief die Strecke direkt am Boden und nutzte das leicht hügelige Gelände. Die Bahn stand außerhalb des Parkareals und war durch den niedrigen Verlauf kaum einsehbar.
Big Country Motioneering konstruierte die Bahn, stellte sie jedoch nicht fertig, da der Besitzer von Lightwater Valley die Bauausführung an Ingenieure von British Rail übergab. Dabei wurden einige Teile der zweiten Streckenhälfte umkonstruiert, insbesondere deren Neigung. Die Schienen selbst wurden von Tubular Engineering hergestellt.

## Züge
The Ultimate besaß zwei Züge mit jeweils zehn Wagen. In jedem Wagen konnten vier Personen (zwei Reihen à zwei Personen) Platz nehmen. Der erste Wagen jedes Zuges besaß nur eine Reihe. Die Fahrgäste mussten mindestens 1,32 m groß sein. Die Mitfahrer wurden durch Schoßbügel und mit einem Gurt gesichert.

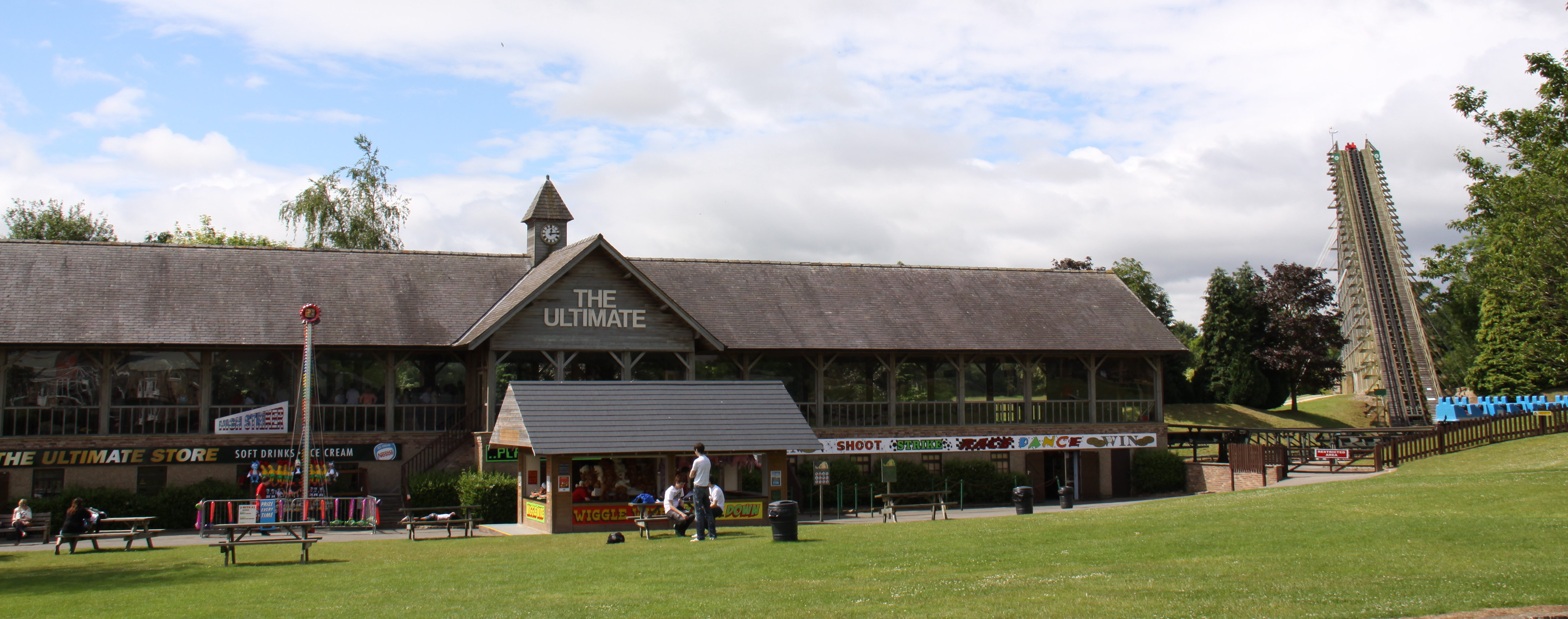
Die Station von The Ultimate
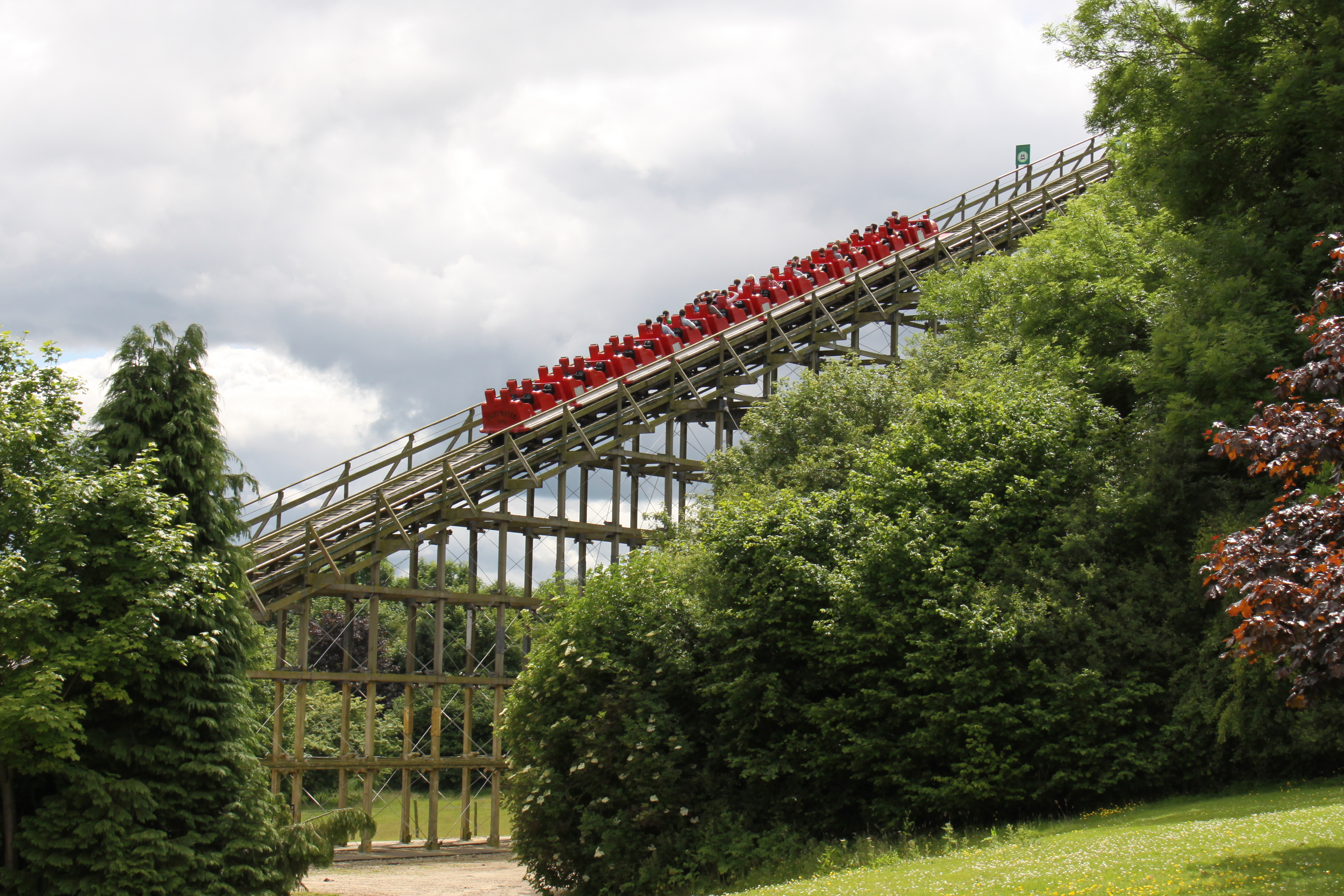
Einer der Züge auf dem ersten Lifthill